# Thalkirchner Straße
Die Thalkirchner Straße ist eine Innerortsstraße in den Stadtbezirken Ludwigsvorstadt-Isarvorstadt (Nr. 2) und Sendling (Nr. 6) von München.

## Verlauf

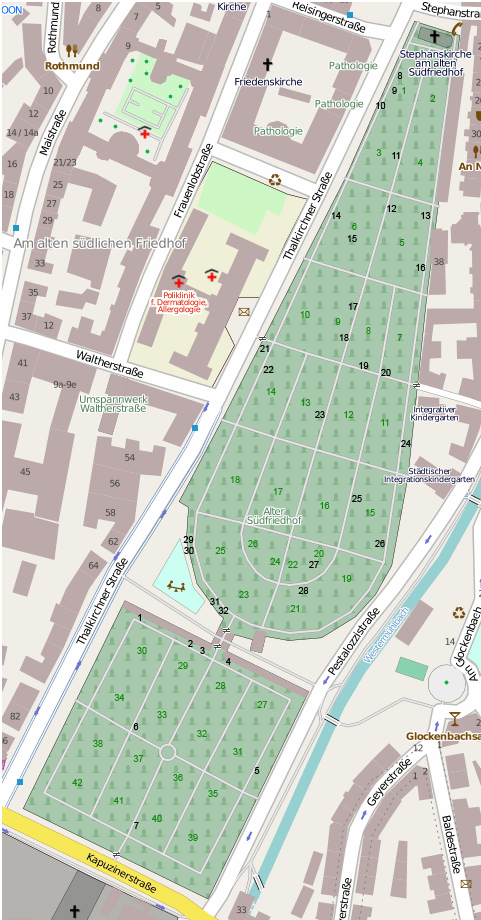
Alter Südlicher Friedhof

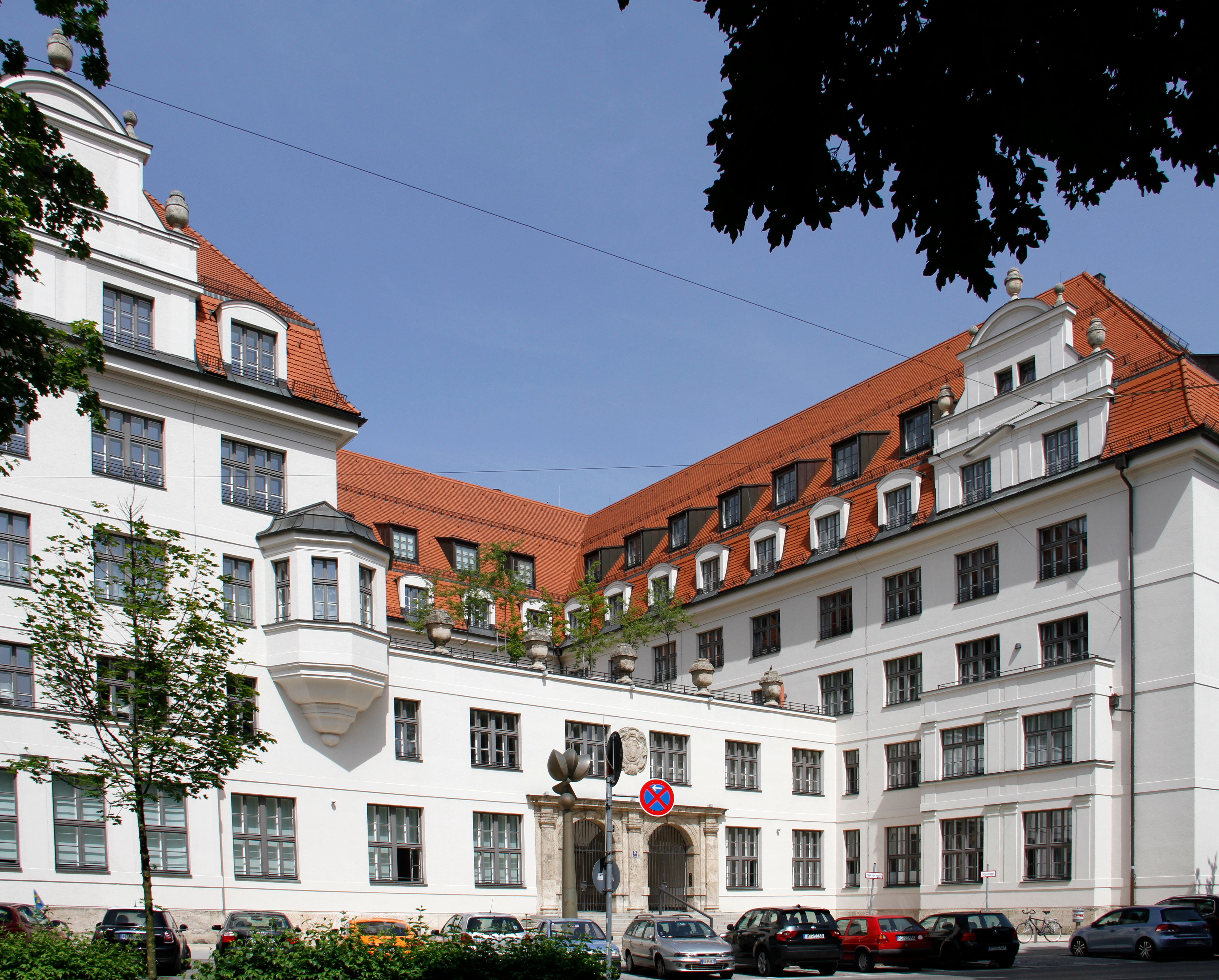
Verwaltungsgebäude für Arbeiterangelegenheiten

Die Straße verläuft von der Müllerstraße am Rand der Altstadt beim Sendlinger-Tor-Platz in Verlängerung der Sonnenstraße in südsüdwestlicher Richtung etwa parallel zum weitgehend überbauten Glockenbach. Nach knapp 200 m erreicht sie den Stephansplatz mit der Kirche St. Stephan, der Friedhofskirche des unmittelbar südseitig auf der Ostseite der Thalkirchner Straße anschließenden Alten Südfriedhofs. Westlich der Straße liegt nördlich der Einmündung der Winckelstraße das Pathologische Institut der Universität (Hausnr. 36). Südlich folgt München Klinik Thalkirchner Straße (Nr. 48 und Frauenlobstraße 9–11). An der Thalkirchner Straße 54/56/58 liegt das ehemalige Verwaltungsgebäude für Arbeiterangelegenheiten, das von| 2007 bis 2010 zu einem Wohngebäude des Luxussegments umgebaut wurde.
Im südlich der Kapuzinerstraße liegenden Schlachthofviertel folgt die Schweineschlachthalle des Schlachthofs mit dem ehem. Städtischen Brause- und Wannenbad (Nr. 96/98/100 und Zenettistraße 10c). Nr. 110 ist das ehemalige Kanalwärterhaus. Die Thalkirchner Straße unterquert sodann den Bahn-Südring. Bei der Einmündung der Lagerhausstraße wird die geradlinige Trasse verlassen. In gerader Linie ist die Fortsetzung eine Betriebsstraße durch die Großmarkthalle, die für den allgemeinen Verkehr gesperrt ist. Seit der im Jahr 1971 erfolgten Sperrung wird die Thalkirchner Straße auf dem Verlauf der Lagerhausstraße und über die Trasse der Tumblingerstraße um das Gelände der Großmarkthalle herumgeführt, passiert den Gotzinger Platz mit der Pfarrkirche St. Korbinian und schwenkt hinter der Reichersbeurer Straße wieder auf den alten Trassenverlauf ein. Bemerkenswert sind die Gebäude Thalkirchner Straße 117/119/121/123 als Teil einer vierseitigen, historisierenden malerischen Wohnanlage, mit Arzbacher Straße 2/4/6/8/10, Wackersberger Straße 7/9/11 und Würzstraße 6/8/10. Vor der Einmündung der Gaißacher Straße liegt der von Karl Meitinger geplante Hochbunker Thalkirchner Straße 158.

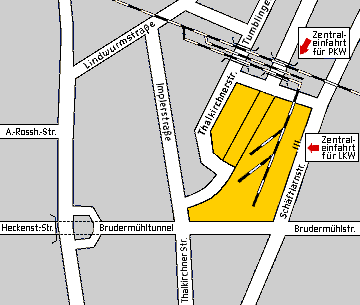
Straßenführung um die Großmarkthalle

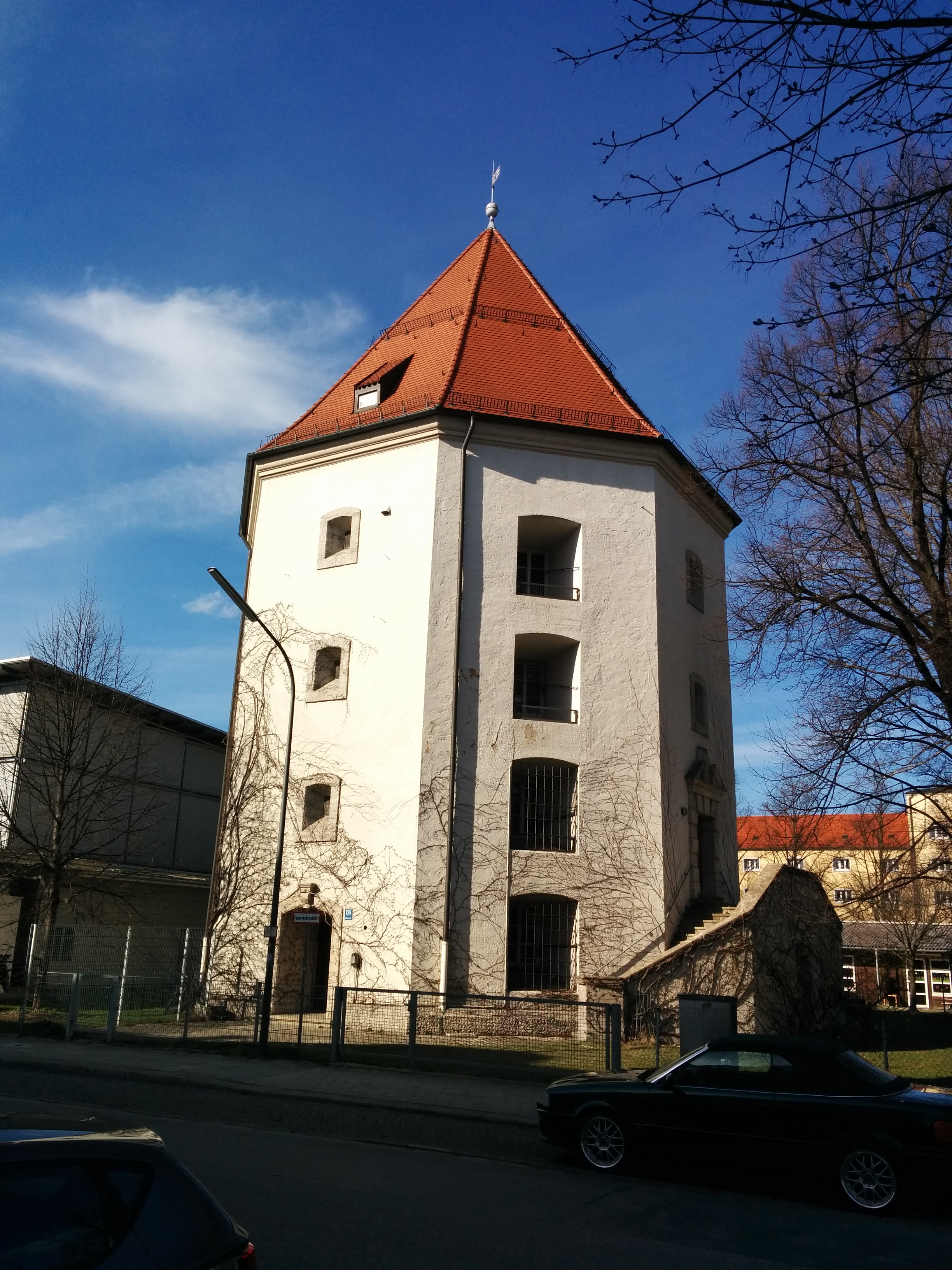
Hochbunker Thalkirchner Straße 158

Die Thalkirchner Straße setzt sich nach Süden zur Brudermühlstraße fort und trifft beim Resi-Huber-Platz auf die Implerstraße. Nach Querung von Brudermühlstraße und Brudermühltunnel führt sie auf der Höhe des Dietramszeller Platzes am Alten Israelitischen Friedhof (Thalkirchner Straße 240) vorbei (nicht allgemein zugänglich). Die Häuser Nr. 272/274/276/278/280/282/284/286/288 bilden eine langgestreckte neuklassizistische Wohnhausgruppe. Am Pullacher Platz geht die Straße in die Pognerstraße über, die in das eingemeindete Dorf Thalkirchen führt; der Greinerberg erklimmt das westliche Isarhochufer und führt zur Plinganserstraße (Bundesstraße 11).

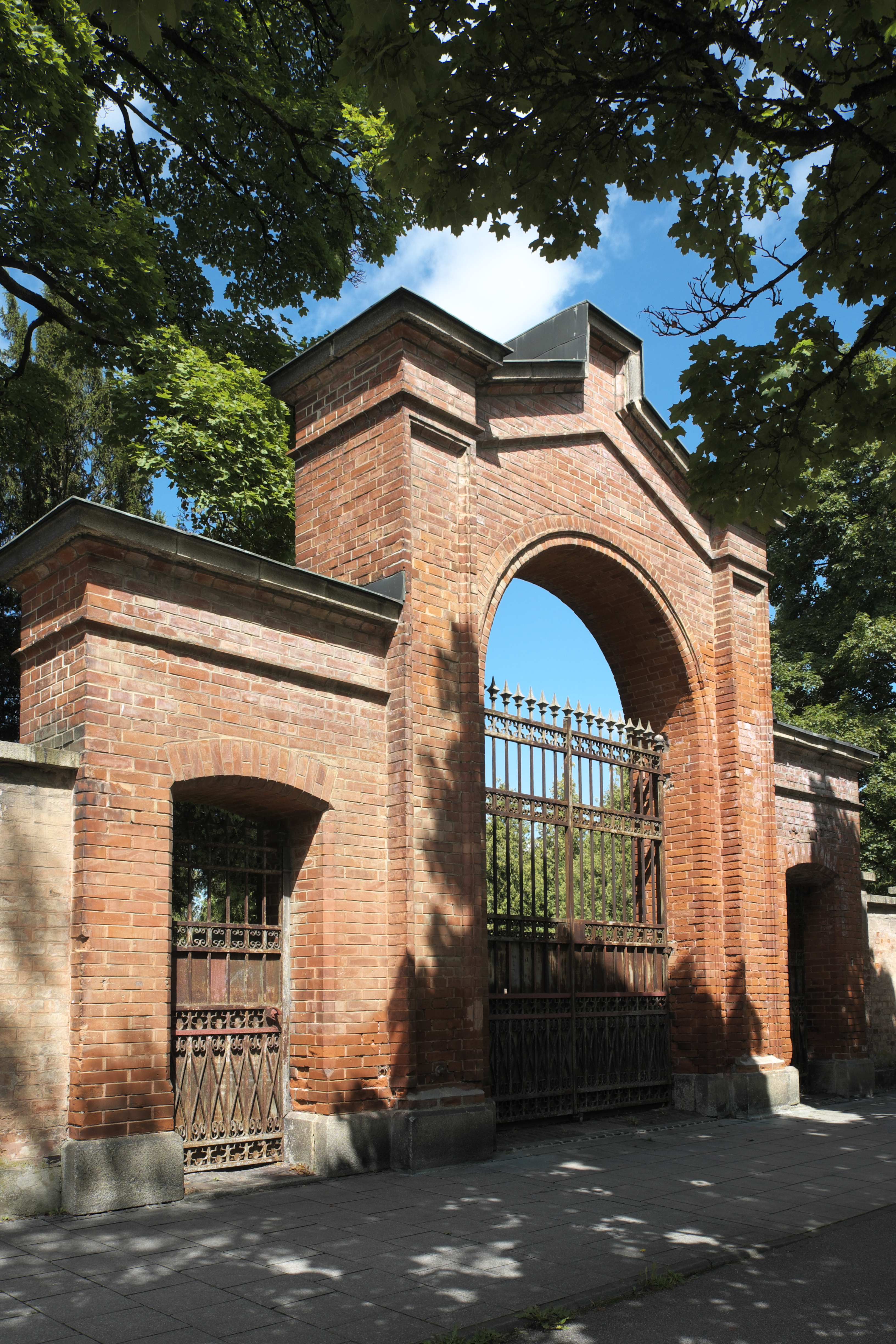
Alter Jüdischer Friedhof; Eingang an der Thalkirchner Straße

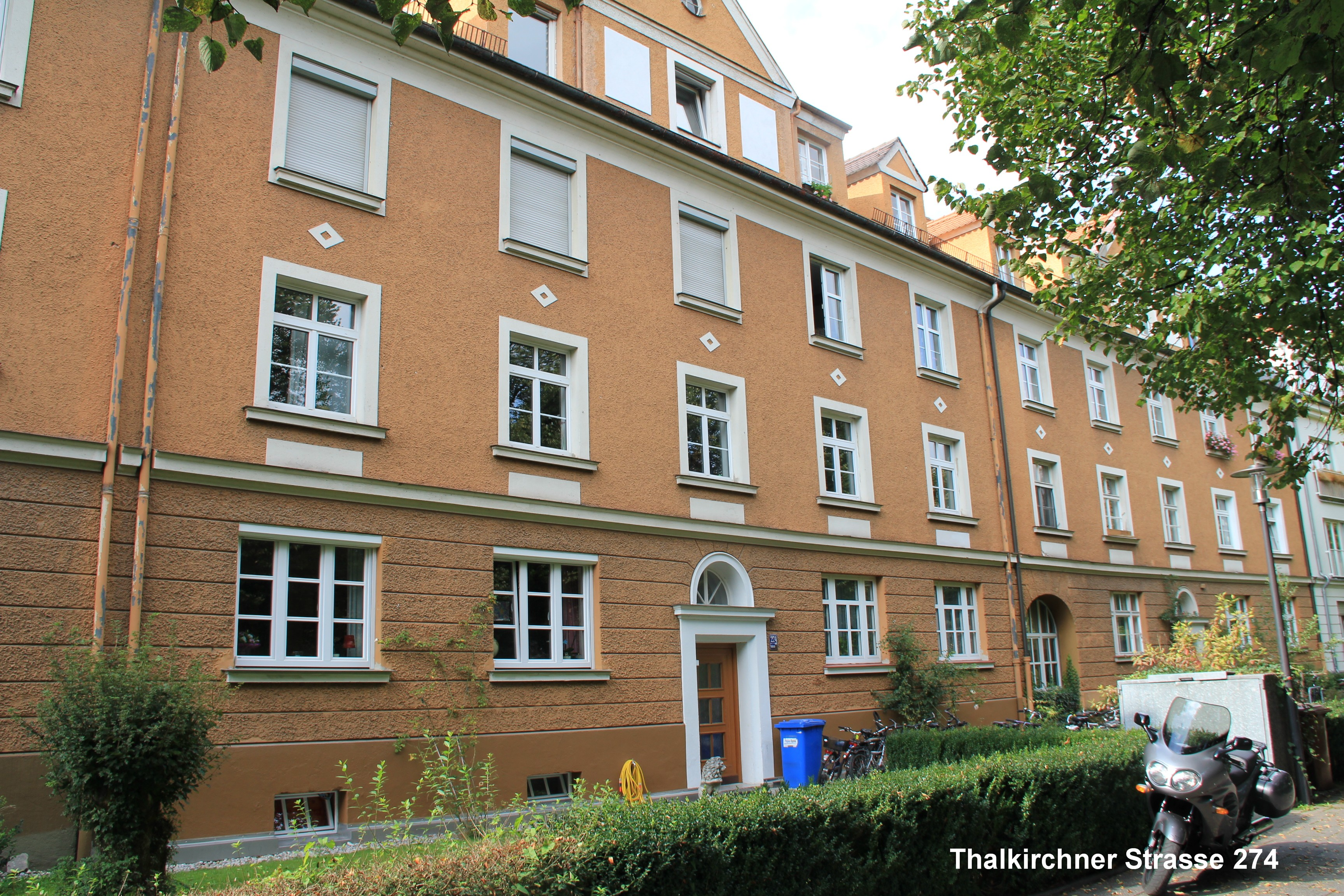
Mietshausgruppe ab Nr. 272, Ausschnitt

## Öffentlicher Verkehr
Die Münchner U-Bahn führt vom U-Bahnhof Brudermühlstraße unter oder unmittelbar neben der Straße nach Süden. Weiter nördlich liegen der U-Bahnhof Implerstraße und der U-Bahnhof Sendlinger Tor nahe bei der Straße. Von der Reisingerstraße bis zum Gotzinger Platz verkehren Omnibusse der MVG. Auf der Kapuzinerstraße kreuzt die Ringbuslinie.
Historisch verlief die Trambahn-Linie 10 auf der Thalkirchner Straße vom Sendlinger Tor bis zur  Lagerhausstraße und weiter zum Isartalbahnhof.

## Namensgeber
Die Straße (zuvor Kirchhofstraße) ist nach dem 1900 eingemeindeten ehemaligen Flößerdorf und Wallfahrtsort Thalkirchen benannt.

## Geschichte
An der Thalkirchner Straße stand von 1848 bis 1909 die erste Münchner Gasanstalt (zu der später das Gaswerk am Kirchstein kam, danach hier die Dermatologische Klinik). Auf Nr. 32 gab es eine Essig- und Spirituosenfabrik.

## Charakteristik
Die Straße gehört nicht zu den Hauptachsen der Landeshauptstadt, weist aber bedeutende Friedhöfe, Krankenhäuser, den Schlachthof und die Großmarkthalle sowie zahlreiche denkmalgeschützte Bauten auf.

## Sonstiges
- Bezirkssportanlage Thalkirchner Straße 9.

## Gebäude

### Denkmalgeschützte Gebäude
Einzelheiten siehe Liste der Baudenkmäler in der Isarvorstadt#T und Liste der Baudenkmäler in Sendling#T.

### Denkmäler

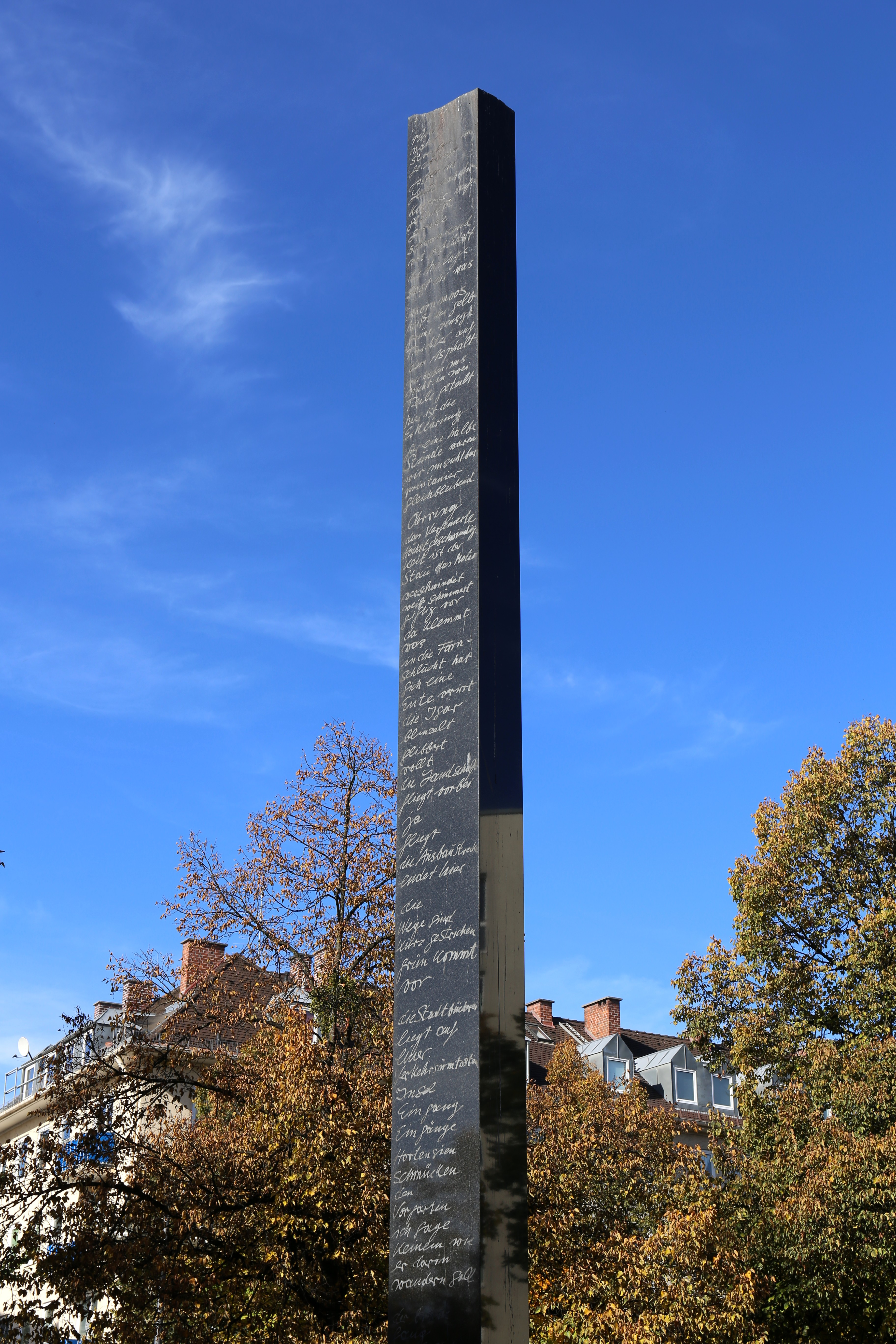
Schriftstele von Leo Kornbrust

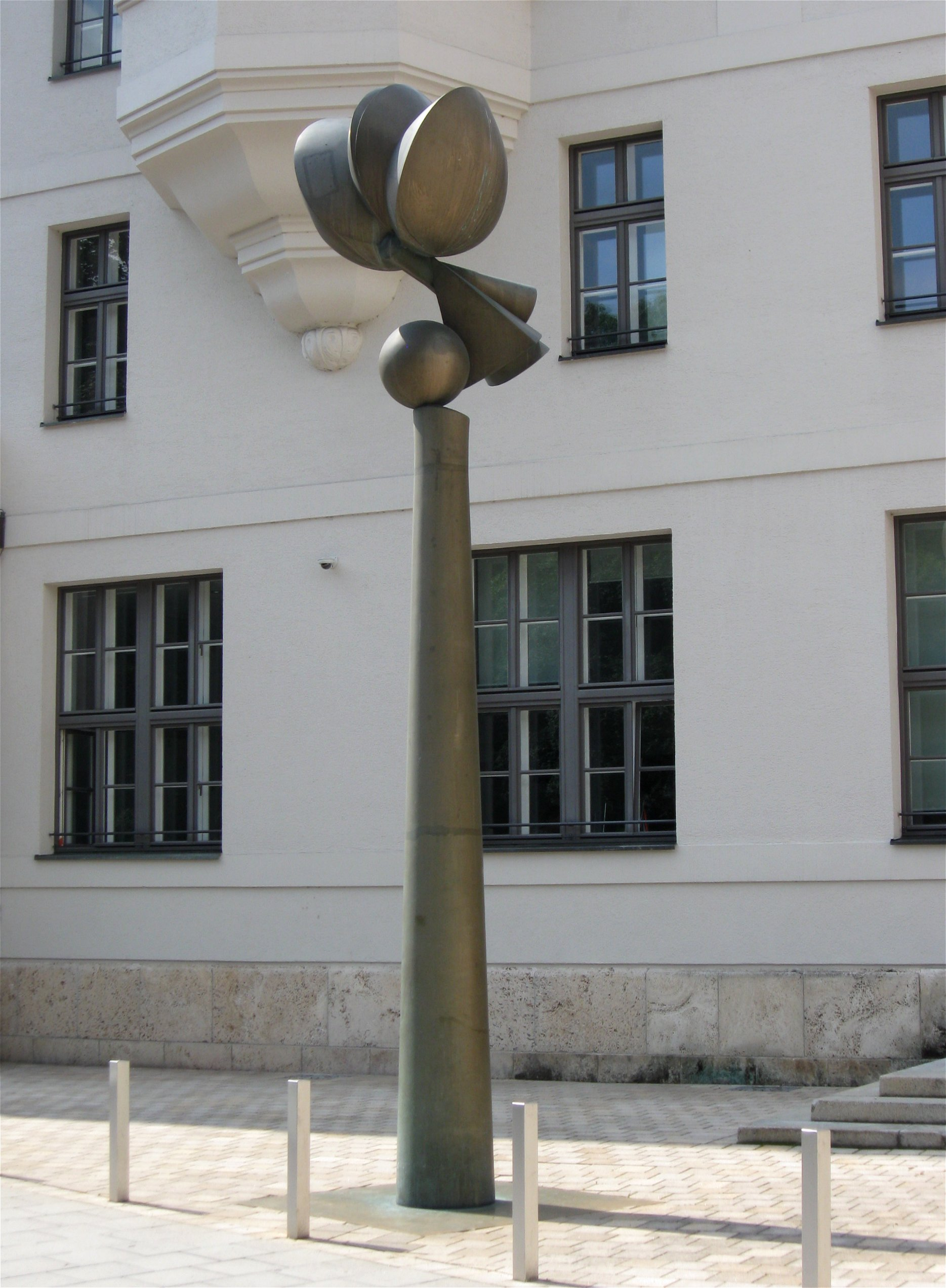
Große Flora V

- Thalkirchner Straße 56: Große Flora V, 1991 von Fritz Koenig
- Thalkirchner Straße 101: Denkmal des hl. Korbinian, 1930 von Eugen Mayer-Fassold.
- Schriftstele am Resi-Huber-Platz.